# لاکارلا (تگزاس)
لاکارلا (به انگلیسی: La Carla) یک منطقهٔ مسکونی در ایالات متحده آمریکا است که در تگزاس واقع شده‌است. لاکارلا ۷۰ نفر جمعیت دارد.